# Свемирски пират капетан Харлок: Бескрајна Одисеја
Свемирски пират капетан Харлок: Бескрајна Одисеја (宇宙海賊キャプテンへーロック - The Endless Odyssey Uchū kaizoku Captain Herlock - The Endless Odyssey) ' je OVA од Свемирски пират капетан Харлок.

## Радња
Након борбе са Мазоне, Харлоцк изашао из земље са Мимее, г-дин Тори и нестао из пред људима. И два Аркадија чланова посаде и један Аркадија посада одвајају од Харлок на Земљи, а онда послао свој начин живота.